# Gulebage Xiang (socken i Kina, lat 41,34, long 86,17)
Gulebage Xiang (kinesiska: 古勒巴格乡, 古勒巴格) är en socken i Kina. Den ligger i den autonoma regionen Xinjiang, i den nordvästra delen av landet, omkring 300 kilometer sydväst om regionhuvudstaden Ürümqi.
Genomsnittlig årsnederbörd är 80 millimeter. Den regnigaste månaden är juni, med i genomsnitt 32 mm nederbörd, och den torraste är mars, med 1 mm nederbörd.